# Piedicorte-di-Gaggio
Piedicorte-di-Gaggio est une commune française située dans la circonscription départementale de la Haute-Corse et le territoire de la collectivité de Corse. Elle appartient à l'ancienne piève de Rogna dont elle était le chef-lieu.

## Géographie

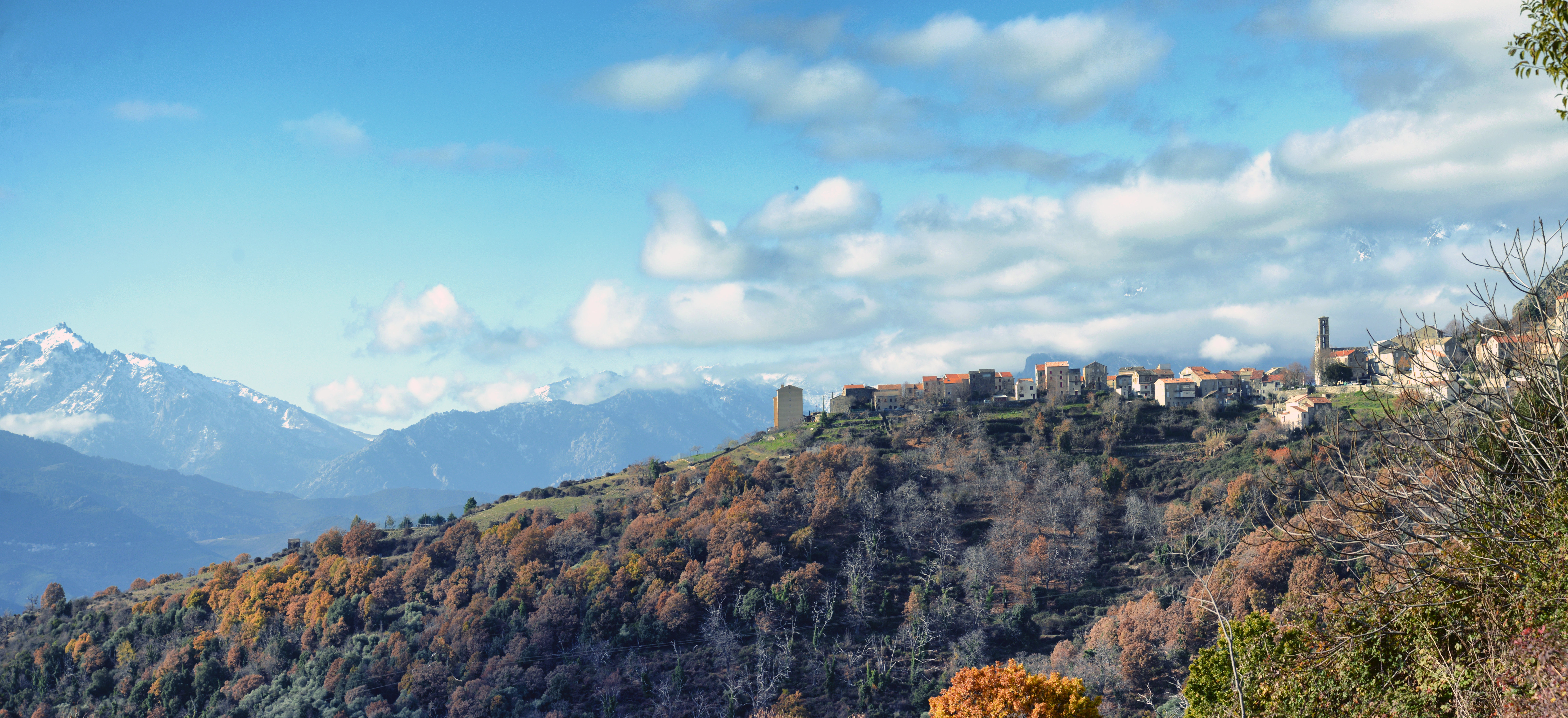
Panorama du village de Piedicorte.

### Situation
La commune est également le centre de l'ancienne piève de Rogna, constituée de villages en corniche sur les deux rives de la basse vallée du Tavignano. Au nord, elle est limitrophe du parc naturel régional de Corse.

### Géologie et relief

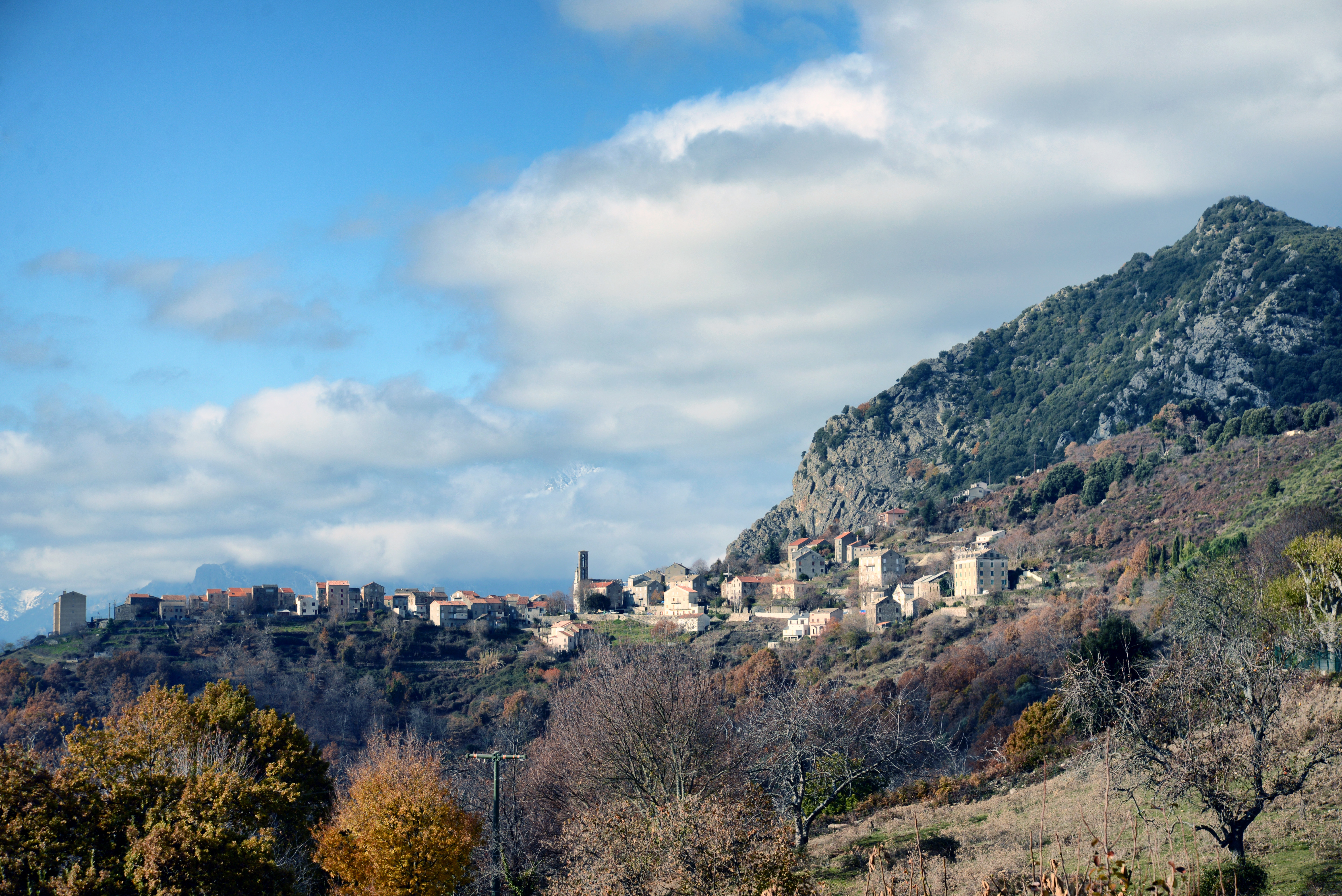
Vue du village depuis Pietraserena.

Piedicorte-di-Gaggio fait partie du « Delà des Monts », de la « Corse schisteuse » au nord-est de l'île ; elle se situe au sud de la Castagniccia où se termine la dorsale schisteuse de l'île, soit l'arête schisteuse du Cap Corse ou massif de la Serra, qui se prolonge au sud avec le massif du San Petrone.
Son territoire s'étale de part et d'autre du Tavignano qui le traverse sur plus de 4 km.
- La partie nord se décompose en deux secteurs : l'un, au nord du petit chaînon montagneux sur lequel se situe le village, dominé par la Punta Gaggio (1 102 m), est constitué depuis Quarcia Grossa, par la partie basse du vallon du Corsiglièse et des très nombreux petits vallons de ses affluents ; l'autre secteur est celui des deux vallons de l'Ombrone et de Figamellare. Ces vallons sont séparés par l'arête de montagne sur laquelle est accroché le village, et qui décline jusqu'à Sortipiani, au bord du Tavignano.
- Au sud, il occupe un secteur de la dépression centrale de l'île qui la coupe du nord-ouest au sud-est, depuis l'Ostriconi jusqu'à Solenzara, un sillon étroit au relief adouci dont les sommets les plus élevés ne dépassent pas les 700 m d'altitude, constitué pour l'essentiel de terrains sédimentaires secondaires et tertiaires. À l'ouest de cette ligne, s'élèvent les plus hauts sommets de l'île qui constituent une véritable barrière entre les deux départements actuels[1].

Limites territoriales
Le territoire de Piedicorte a une superficie de 2 726 ha. Il a pour limites :
- au nord, une ligne de crête orientée à l'est, partant de la Punta Cigno (1 003 m), brisée par le lit du ruisseau de Corsiglièse, puis remontant sur Castillo (899 m), jusqu'à la Punta Perrigine (754 m) ;
- à l'est, depuis la Punta Perrigine, la démarcation se poursuit par la Serra di Camerelle, Punta Suale (770 m), Punta Piuzale (604 m), descend jusqu'au lit du ruisseau de Suarte, longe son cours jusqu'au Tavignano, descend le cours du fleuve jusqu'à un point situé à 99 m d'altitude au lieu-dit Pinzalelli (Giuncaggio) ;
- au sud, la ligne se poursuit en remontant le cours du ruisseau de Vacile (ruisseau de Ristalu en amont) qu'elle quitte au lieu-dit Frasseta, remonte sur Bocca alla Pajana (630 m), longe les flancs occidentaux de la Punta Murone (684 m), s'oriente en déclinant sur Pointe de Scampolelli (548 m), jusqu'au lit du ruisseau de Casaloria  à 186 m d'altitude.
- à l'ouest, la démarcation remonte ensuite au nord, atteint le Tavignano au point de confluence avec le petit ruisseau de Cavelle, suit le cours du fleuve jusqu'à sa confluence avec le ruisseau de Tromba, remonte ce ruisseau jusqu'à sa source, franchit la crête à plus de (550 m) d'altitude le séparant du ruisseau de Caselle, prend la ligne de crête de l'arête séparant la montagne d'Altiani et le Monte Rosso jusqu'à Punta Cervio (1 189 m), avant d'atteindre Punta Cigno.

### Hydrographie

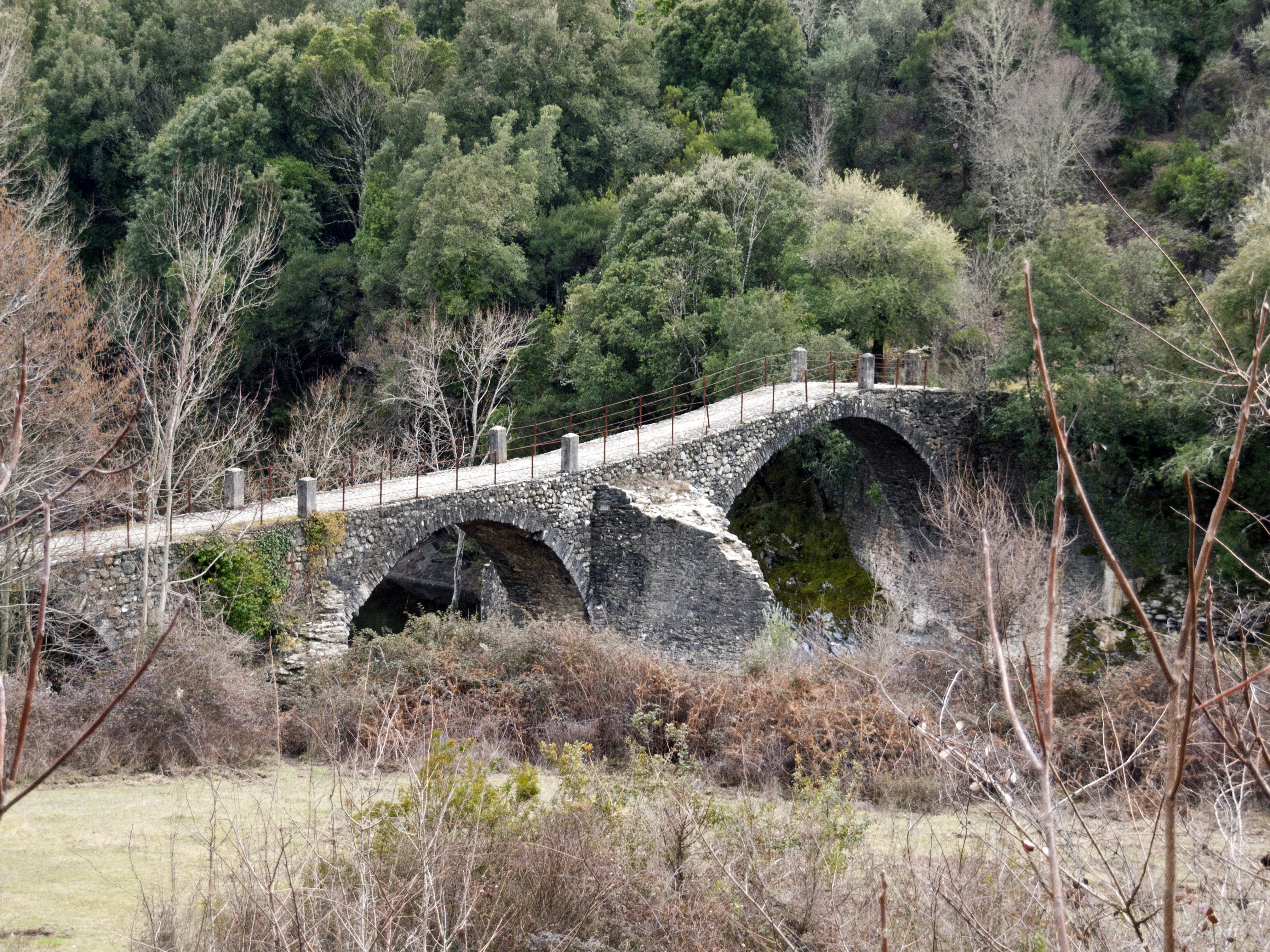
Pont Laricio sur le Tavignano.

Le Tavignano est le principal cours d'eau de la commune qu'il traverse.
Au cours de cette traversée, le fleuve reçoit les eaux de ses affluents, pour les plus importants :
- (rg) : ruisseau d'Ombrone[2] et ruisseau de Figamellare[3], et
- (rd) : ruisseau de Casaloria[4], ruisseau de Malasarto[5] et ruisseau de Tiferi[6].

Au lieu-dit Pont de Piedicorte, le Tavignano est enjambé par le pont Laricio à trois arches. Cet ouvrage permettait de rejoindre par un sentier, Agniata et plus loin Giesia, lieux autrefois habités, dont ne subsistent que des ruines.
Le nord de la commune est traversé par la rivière de Corsiglièse, depuis Quarcia Grossa et la Serra di Camerelle.

### Climat et végétation
Le village est bâti à plus de 700 m d'altitude sur une arête rocheuse orientée dans un axe nord-sud, bénéficiant ainsi d'un ensoleillement maximal. Il est protégé des vents du nord par une ligne de crête le dominant d'une centaine de mètres. Du fait de sa situation au sud de la Castagniccia, la commune est soumise aux précipitations parfois fortes amenées par les vents du sud-est.
La commune a une couverture végétale variée, non homogène selon les secteurs. Dans la partie septentrionale, sur la rive gauche du Tavignano, les châtaigneraies sont moins omniprésentes, morcelées. Elles occupent l'étage 600 à 800 mètres qu'elles partagent avec les chênes blancs. À l'étage supérieur, maquis à genêts et bosquets de chênes verts occupent les superficies libres de rochers. En début d'été, les genêts d'Espagne apportent de remarquables touches jaunes au maquis. À l'étage inférieur, ainsi que sur la rive droite du Tavignano, le tapis végétal est constitué d'un haut maquis entremêlé de bosquets de chênes verts, chênes lièges et des boisements épars de résineux.

### Voies de communication et transports

#### Accès routiers

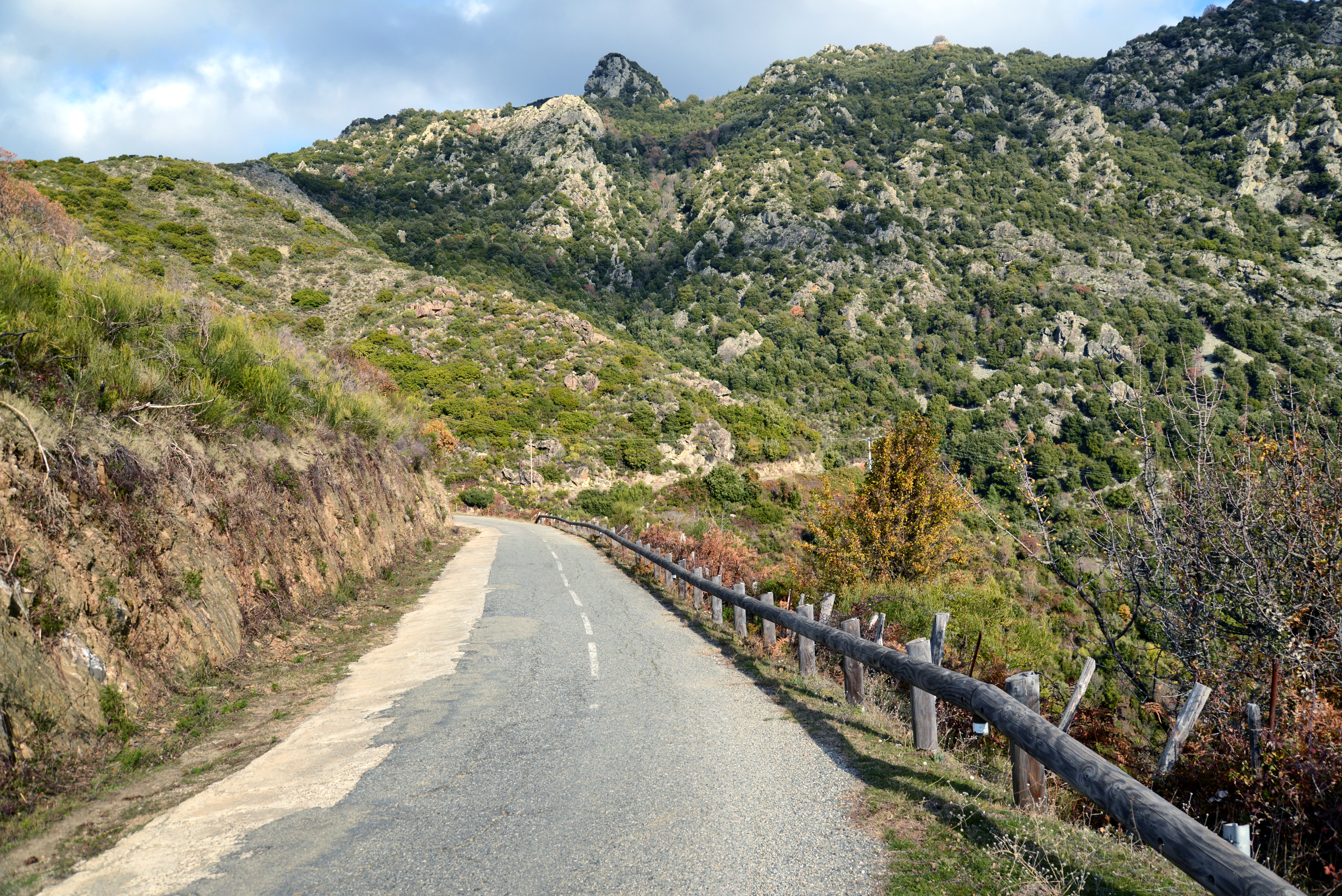
Route départementale 14 à l'ouest communal.

La commune est traversée par la route nationale 200 qui longe le cours du Tavignano.
Le village de Piedicorte est situé à environ 1 heure 30 de Bastia (96 km) et d’Ajaccio (91 km). Il se situe à égale distance de Corte et Aléria.
On y accède par la route D 14 :
- soit en l'empruntant depuis la route nationale 200 en venant de Corte : il faut suivre celle-ci sur 17 km jusqu’au pont génois dit « Pont d’Altiani » et suivre la route D 314 qui s’élève en lacets durant 8 km jusqu’au village d'Altiani. Il reste alors 4 km par la D 14 ; le village apparaît subitement au détour d’un virage.
- soit en venant d’Aléria : la RN 200 est à emprunter dans l’autre sens jusqu’au pont du Corsiglièse. La route D 14 monte en lacets jusqu’au village de Pancheraccia[Note 1],[7], puis 3,5 km plus loin, le village apparaît peu après le village de Pietraserena situé à 2 km de Piedicorte.

#### Transports
Piedicorte n'est desservi par aucun service de transports publics de voyageurs ou de marchandises.
Le village est distant, par route, de :
- 82 km de l'aéroport de Bastia Poretta,
- 87 km de l'aéroport d'Ajaccio Napoléon Bonaparte,
- 89 km du port de commerce d'Ajaccio,
- 30 km de Corte,
- 27 km de Cateraggio, RT 10 (ex-RN 198) dans la Plaine orientale,
- 91 km d'Ajaccio,
- 96 km de Bastia.

## Urbanisme

### Typologie
Piedicorte-di-Gaggio est une commune rurale, car elle fait partie des communes peu ou très peu denses, au sens de la grille communale de densité de l'Insee,,,.
La commune est en outre hors attraction des villes,.

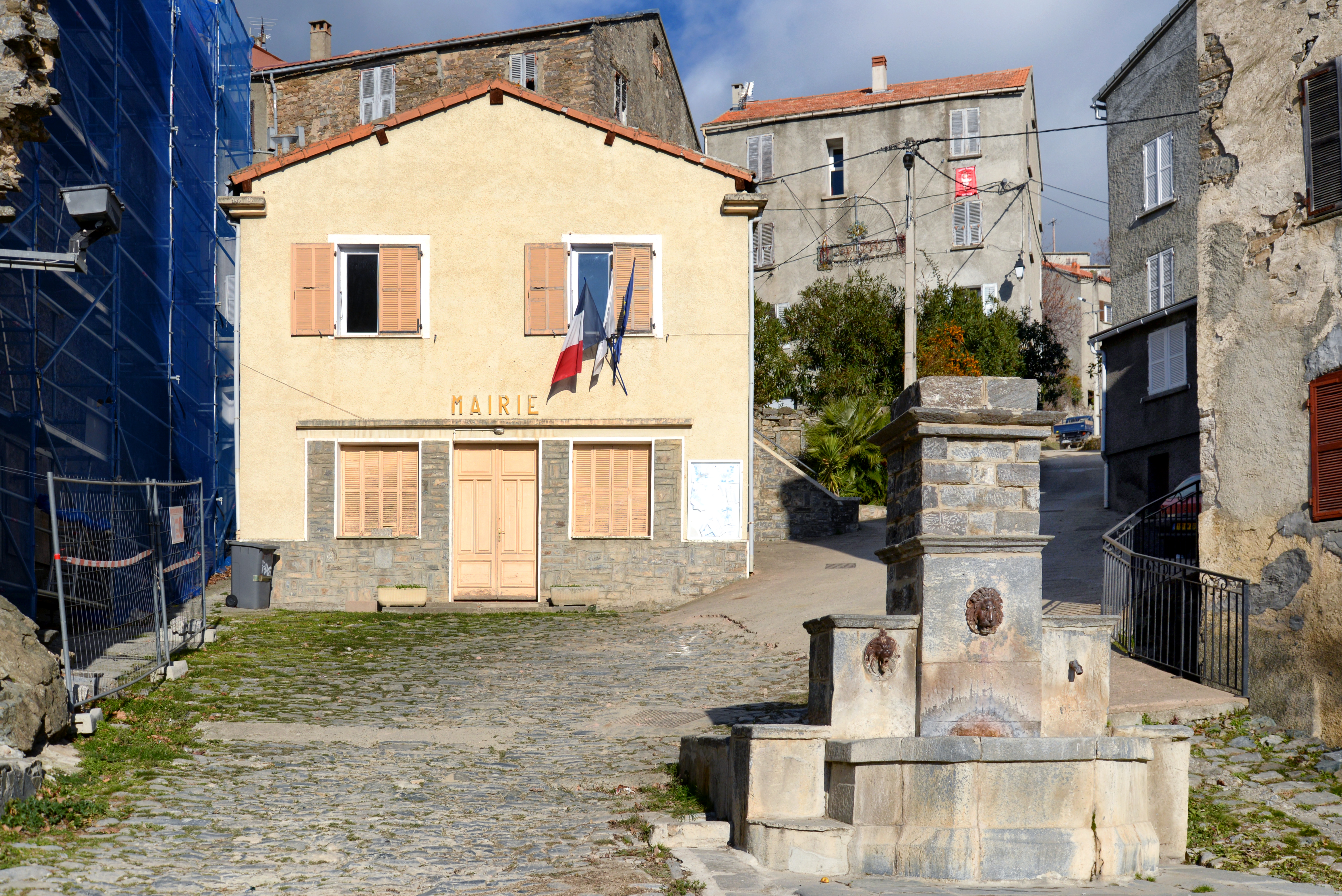
Mairie.

Hormis quelques rares habitations au bord la route nationale 200 qui longe le Tavignano, à Sortipiani, le village de Piedicorte-di-Gaggio est le seul lieu habité de la commune.
Bâti sur un promontoire à environ 740 m d’altitude, il est le chef-lieu historique de la piève de Rogna. Vu du ciel, le village semble émerger d’un océan de châtaigniers. Il domine la vallée du Tavignano, entre la piève de Serra au nord et la plaine d'Aléria à l’est.
Piedicorte se situe sur le versant sud-est de la Punta Gaggio (1 102 m), bénéficiant d'un ensoleillement maximum.
Au sud et en bas du village, se dressent les ruines d'un ancien couvent.

### Occupation des sols
L'occupation des sols de la commune, telle qu'elle ressort de la base de données européenne d’occupation biophysique des sols Corine Land Cover (CLC), est marquée par l'importance des forêts et milieux semi-naturels (96,5 % en 2018), une proportion sensiblement équivalente à celle de 1990 (96,4 %). La répartition détaillée en 2018 est la suivante : 
forêts (74,6 %), milieux à végétation arbustive et/ou herbacée (21,9 %), zones agricoles hétérogènes (3,5 %). L'évolution de l’occupation des sols de la commune et de ses infrastructures peut être observée sur les différentes représentations cartographiques du territoire : la carte de Cassini (XVIIIe siècle), la carte d'état-major (1820-1866) et les cartes ou photos aériennes de l'IGN pour la période actuelle (1950 à aujourd'hui).

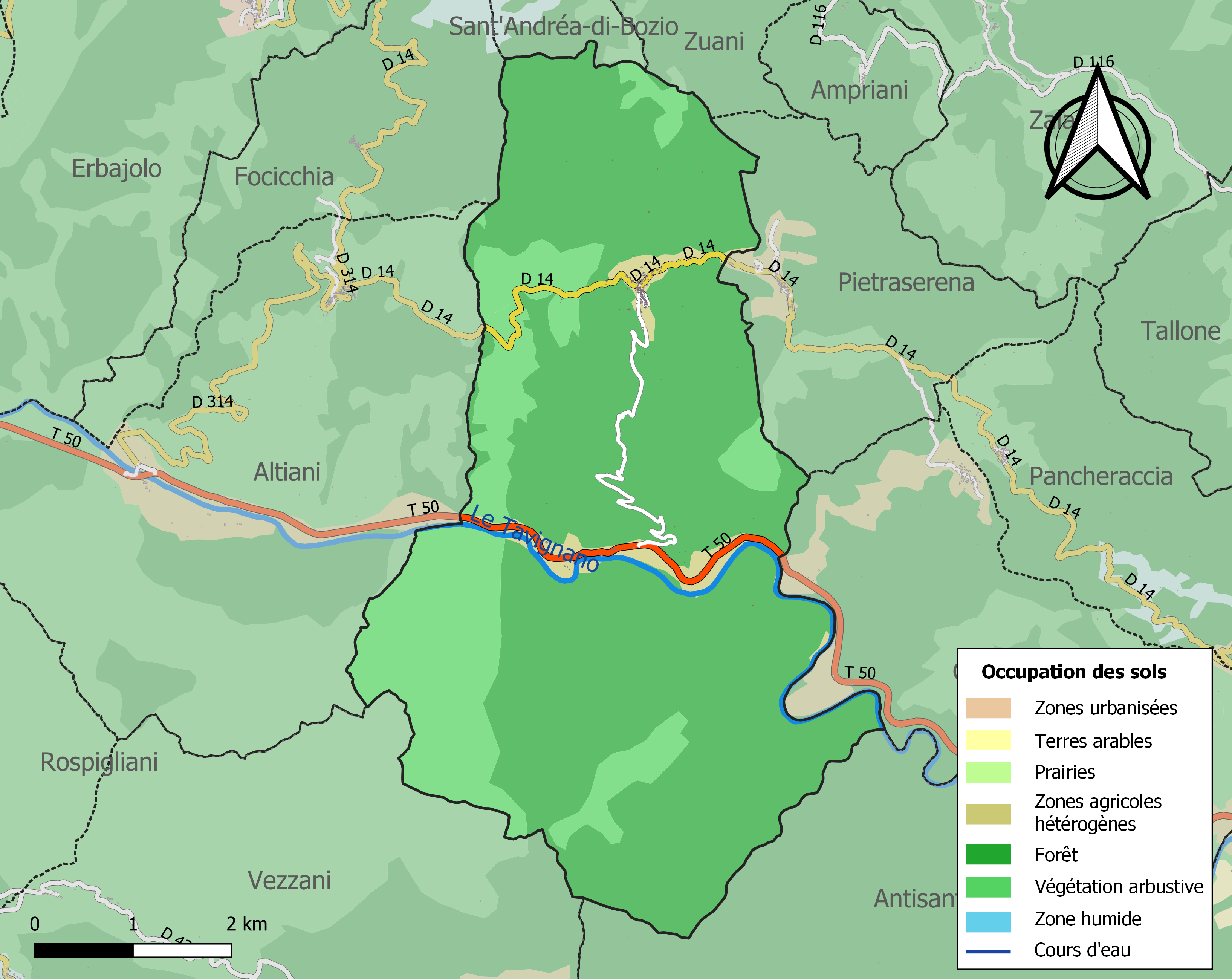
Carte des infrastructures et de l'occupation des sols de la commune en 2018 (CLC).

## Histoire

### Préhistoire
La commune de Piedicorte-di-Gaggio recèle un site préhistorique, mentionné sur les cartes, au sud-est du piton rocheux nommé Castellare (339 m d’altitude) dominant le Tavignano.

### Antiquité
Selon le cartographe grec Ptolémée, le site était habité par le peuple des Opini. « Les Opiniy dont le territoire embrassait l'ancien pays de Pino, avec un oppidum au mont Oppido près de Chiatra, se trouvaient resserrés entre les colons de Mariana et ceux d'Aléria. Repoussés par les conquérants, ils ont dû se réfugier sur les plateaux d'Alesani et d'Orezza. ».
Après avoir établi leur colonie à Aléria, les Romains ont pénétré l'intérieur de l'île en remontant la vallée du Tavignano (Rhotani fluvius), une voie naturelle qui les a conduit jusqu'à Corte et qui a dû, pour des nécessités stratégiques, être occupée fortement. S'y trouvaient les oppida de Venicium, Talcinum, Sermitium et Cenestum.

### Moyen Âge
Au Moyen Âge existait le castello di Gaggio. Était-il édifié sur le piton rocheux  de 339 m nommé aujourd'hui « Castellare », qui se situe sur la rive droite du Tavignano (Rhotani fluvius), en face de Sortipiani de l'autre côté du fleuve ? L'historien Xavier Poli est convaincu que Castellare n'est autre que l'emplacement de l'antique cité romaine Cenestum : 

« À mon avis cet oppidum devait se trouver sur la rive gauche du Tavignano, au confluent de cette rivière et du ruisseau de Casalorio. Je suis arrivé à cette conviction par un simple calcul qui, je le reconnais volontiers, prête à la critique. Connaissant la latitude et la longitude d'Aléria, d'Opinum, de Venicium et de Talcinum, j'ai déterminé l'emplacement de Cenestum en posant le problème de la carte, comme disent les topographes, problème qui consiste à déterminer l'emplacement d'un point à l'aide de deux points connus. Je me suis livré à ce travail sans enthousiasme, mais grande a été ma satisfaction en constatant que le point indiqué se trouvait dans les environs d'un mamelon désigné par la carte de l'état-major, sous le nom de Castellare. Pour moi il ne subsiste plus aucun doute : ce mamelon marque l'emplacement de Cenestum. »

— Xavier Poli in La Corse dans l'Antiquité et le Haut Moyen Âge - La Corse d'après Ptolémée, chap. VII §9
.

#### Les seigneurs de Gaggio
Le Gaggio appartenait au "pays Cortinco", un territoire englobant la Castagniccia, ainsi que les pièves de Casinca et de Venaco. Il s'agissait d'un grand fief unifié par les Cortinchi au XIVe siècle, mais qui, jusque-là, restait divisé entre les mains de nombreux lignages.
Giudice, l'un des fils de Guglielmo della Rocca, né en 1209 au rapport de Giovanni della Grossa, avait six filles mariées avec les principaux personnages de l'île. Parmi eux, Ugo Cortinco seigneur de Pietr'ellerata qui devint plus tard seigneur de Gaggio.
Ugo avait épousé une fille de Giudice de Cinarca dont il eut sept fils. L'un d'eux, Silvagnolo da Gaggio, neveu des bâtards de Giudice, fut tué par les partisans de Lupo d'Ornano, neveu de Giudice.
Les Cortinchi, seigneurs de Lumito, avaient accru à la fois leur seigneurie et leur réputation. Parmi eux, Guglielmo qui avait laissé trois fils : Orlando, Ugo et un autre appelé Guglielmo comme son père, et Ugo qui en eut sept. Orlando fut plus tard évêque d'Aléria.
Dans les années 1420, après la mort des pères, la discorde éclata entre les fils ; la seigneurie des Cortinchi avait passé aux mains des deux frères, Ugo et Guglielmo, qui ne tardèrent pas à se livrer une guerre acharnée ; elle se termina par un accord : Pietr'Ellerata resta aux trois frères, et les sept frères eurent le château de Gaggio. « Ces derniers étendirent ensuite leur autorité dans la piève de Castello et sur toute celle de Venaco. Ils enlevèrent également la Rocca de Noceta aux gentilshommes qui l'occupaient, et qui allèrent habiter à Vezzani. - Abbé Letteron in Histoire de la Corse - Tome 1, p. 197 ».
En 1426, le comte Vincentello d'Istria, vice-roi de Corse, occupa le château de Pietr'Ellerata qui appartenait à Mariano da Gaggio, Cortinco, homme qui jouissait d'une grande réputation auprès du peuple.
Mariano de Gaggio appela le peuple aux armes. Dans une assemblée solennelle, Mariano fut élu Vicaire. Homme d'une grande valeur et ennemi acharné des caporaux, Mariano fit prendre les armes aux populations contre les caporaux, se mit en campagne et rasa toutes leurs maisons et leurs tours.
- 1446 - Mariano de Gaggio et les populations corses se soumirent à l'évêque de Potenza, commissaire du pape Eugène IV.
- 1447 - À la suite de l'emprisonnement de Mariano de Gaggio, toutes les populations se soulevèrent.
- 1453 - Selvago de' Selvaghi gouverneur au nom de l'Office, arrive en Corse. Ce gouverneur passe dans le « Delà des Monts » avec deux cents fantassins qu'il avait amenés avec lui. Se sont joints à lui Giudice et Antonio della Rocca, qui avaient fait récemment leur soumission, Vincentello et Francesco d'Istria, Mariano de Gaggio, etc.
- 1460, Marco di Marini succéda au gouverneur ; il trouva le calme partout rétabli et visita l'île tout entière en compagnie de Carlo de Casta et de Giudicello, fils de Mariano de Gaggio qui était mort ; ils étaient les deux principaux soutiens des intérêts de l'Office dans le « Deçà des Monts ».
- 1462 - Après avoir acheté à un Génois qui le commandait le château de Pietr'Ellerata que l'Office avait fait reconstruire, Giudicello de Gaggio ne voulut plus prêter à personne l'appui de ses armes et se retira dans son château. Le peuple le nomma Vicaire.

« L'ambition et la rapacité de ces caporaux étaient si grandes que la pauvre Corse était désolée par les troubles les plus profonds, par les plus grands malheurs [...] Les inimitiés occasionnées par tous ces désordres étaient si nombreuses que chacun se fortifiait sur quelque rocher. Colonna de Gaggio se retira à Pietra Genara - Abbé Letteron in Histoire de la Corse - Tome 1, p. 340-341 »
- 1489 - Giudicello, fils de Rinuccio, Micaello, fils d'Orlanduccio, tous deux de la famille de Leca, Ottaviano de Gaggio, avec beaucoup d'autres Corses de distinction, jusqu'au nombre de trente-huit, partisans de Giovan Paolo di Leca, défendent le fort à Foce d'Orto où sont renfermées leurs femmes. En moins de deux heures, les troupes génoises emportent le fort et la garnison faite prisonnière. Seuls s'échappèrent Micaello et Giudicello. Les femmes furent épargnées. Tous les autres furent massacrés sans pitié.

### Temps modernes
Au début du XVIe siècle, vers 1520, la pieve de Rogna qui comptait environ 4 250 habitants, avait pour lieux habités Vivario (li Gati, le Murachiole, Arche), Herbajolo, la Valle di Sera, la Fosigia, la Lamella, Altiani, lo Petragio, lo Pè di la Corte, lo Lunello, Porra, lo Piano Buono, la Petra Serena, Santa Maria de Talsini, Corte, Omessa, Santa Lutia, Tralunca, lo Soarello, Castirla.
Au début du XVIIIe siècle, dans son rapport aux Génois, l'abbé Francesco Maria Accinelli écrivait : « L’ultima di questa Giurisditione è la pieve di Rogna con 2 380.abitanti compartiti in 850.fuoghi, passa in mezzo di questa il fiume Tavignani, che avendo la sua sorgente dal monte Gualango in vicinanza del lago Creno, scende al luogo di Corte, et in vista di un ponte e del Convento de Frati minori di S.Francesco, riceve nelle sue acque il fiume Restonica, e vicino al Ponte detto dell’Elice il fiuminale detto fiume, longhissima di Sito è questa Pieve, mentre ancora essa dalle spiagge della distrutta Alleria, continua sino à monti detti dell’oro. Li  suoi Villaggi sono Vivario, Moracciola, Peri, Catti, Noceta, Rospigliani, et Antisanti, in vicinanza del quale in longa pianura è il Procoio detta di SS.ri Scaglia Genovesi, gli altri luoghi sono Giucagio, Pancaraccia, Pietraserena, Piedicorte di grigio, Altiani, Fogiccia, Arbagiola, e Casanova : termina con questa Pieve la Giurisditione di Corte, e qui anco la descrittione Geografica dell’Isola. ».
- 1768 - La Corse passe sous administration militaire française. La pieve prend le nom de Tavignano.
- 1789 - La Corse fait partie du royaume de France. La pieve se trouve dans la juridiction royale de Corte.
- 1790 - Peu après la Révolution française, le département de Corse est créé. Le district est partagé en cantons (ex-pievi), le canton en communes. Les anciennes communautés ou paroisses prennent le nom de communes.
- 1793 - La Corse est divisée en deux départements : El Golo (l'actuelle Haute-Corse) et Liamone (l'actuelle Corse-du-Sud). La commune porte le nom de Piedicorte. Elle se trouve dans le canton du Tavignano, le district de Corte et le département d'El Golo.
- 1811 - La Corse ne fait plus qu'un seul département.
- 1828 - La commune prend le nom de Piedicorte-di-Gaggio, donnant son nom au canton.

### Époque contemporaine

#### Première Guerre mondiale
Piedicorte, comme de nombreux communes de Corse, paya un lourd tribut durant la Première Guerre mondiale. En effet, le monument aux morts en témoigne et pas moins de 50 noms y sont inscrits : 7 officiers, 9 sous-officiers et 34 caporaux et soldats. Beaucoup de militaires revenus des champs de bataille eurent une conduite héroïque et furent ainsi décorés.
Durant la guerre la vie au village était également difficile. Les liaisons maritimes deviennent périlleuses et le ravitaillement devint de plus en plus aléatoire faisant ainsi grimper les prix des denrées. Même le prix des châtaignes passa de 0,10 à 0,70 F le kilogramme.
Pour finir, la grippe espagnole toucha très lourdement le village en 1918.

#### L’entre deux guerres

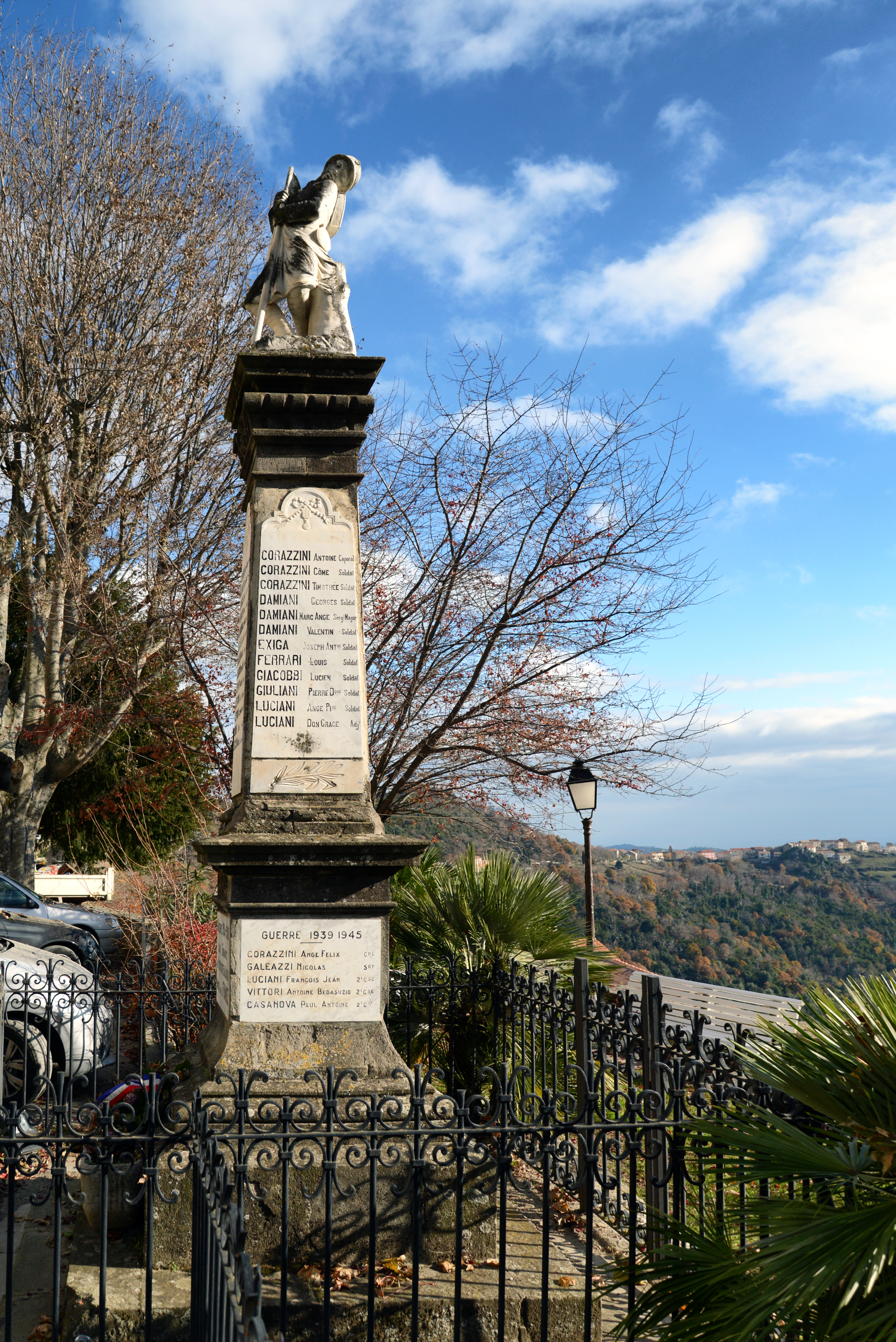
Monument aux morts.

Une fois les hommes revenus du front les modernisations et la création de nouveaux organismes s’enchaînent.

En 1919, le Comité du Souvenir Piedicortais est créé puis celui des Intérêts Généraux.
Le Comité fait alors érigé le monument aux morts actuel d’une hauteur de 6 m. La place où celui-ci se trouve prit le nom de place Benetti en 1923 en hommage à la famille qui fit don du terrain. Piedicorte fut ainsi un des premiers villages à posséder son monument aux morts.
Le Comité des Fêtes fut mis en place en 1920. Sa première manifestation eut lieu le 1er août 1920, jour de la Saint-Clément. Les réjouissances comprenaient une matinée théâtrale par une troupe de Bastia, une procession et des jeux pour enfants. Le comité eut une activité assez importante certaines années et procura ainsi au village, outre l’animation qui en faisait le charme l’été, des ressources non négligeables. En 1927, il fit don à la commune de 2 290 F. Aujourd’hui, la tradition se perpétue puisque le Comité des Fêtes organise encore et toujours les réjouissances désormais les 13, 14 et 15 août.

#### La Seconde Guerre mondiale

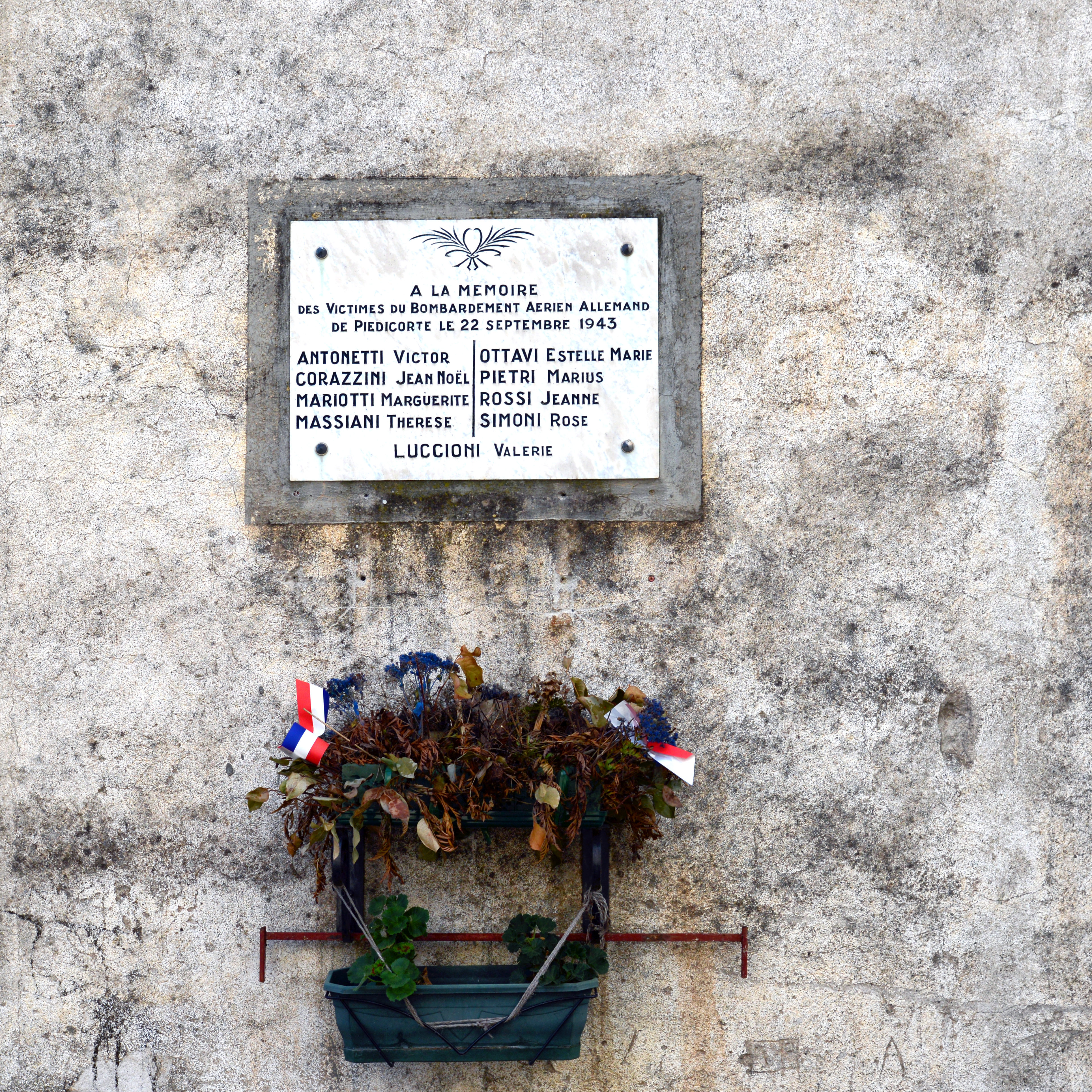
Plaque commémorative du bombardement allemand en 1943.

Dans un premier temps, Piedicorte ne connut pas les mêmes conséquences désastreuses qu’au début de la guerre de 1914-1918. Le nombre de tués étant relativement faible (cinq noms ont été inscrits au monument).
Après l’Armistice commença une seconde phase qui fut comme partout celle des restrictions. On essaya de reprendre alors quelques cultures mais ce furent finalement la farine de châtaignes et la viande locale qui permirent de survivre. Le Gouvernement de Vichy révoqua le maire Félix Corazzini. À la fin 1942, commencèrent les parachutages dans des régions plus propices que Piedicorte et les résistants récupérèrent et cachèrent armes et vivres. L’occupation italienne fut présente à travers l’installation de carabiniers et d’un chef de bataillon à Pietraserena. Un centre de ravitaillement des résistants fut constitué au village.
Le 9 septembre 1943, les italiens évacuèrent le canton. Le travail essentiel pour les résistants piedicortais fut de transporter armes et munitions vers le pont de Corsiglièse et de guider les combattants vers les lieux de rassemblement. Le 22 septembre en début d’après midi, cinq avions allemands venant de la base de Ghisonaccia arrivèrent au-dessus du village. Ils revinrent en piqué à basse altitude au-dessus des maisons et lâchèrent leurs bombes. L’une toucha les châtaigniers côté est, la 2e tomba au sud-est vers le couvent, la 3e au nord-est (côté du Palazzu) et les deux autres, en plein centre du village explosèrent sur un groupe de personnes rassemblées devant la boucherie. Des mitraillages eurent également lieu sur le chemin du Couvent. Cet acte de barbarie contre des populations civiles, fit neuf morts et une dizaine de blessés ; trois ou quatre maisons furent détruites et beaucoup d’autres furent endommagées. Les noms des victimes gravés sur une plaque apposée sur la façade d’une des maisons reconstruites sont les suivants : Victor Antonetti, Marguerite Mariotti, Thérèse Massiani, Marius Pietri, Rose Simoni, Valérie Luccioni, Jeanne Rossi, Estelle Ottavi, Jean Noël Corazzini.
Les causes du bombardement restent obscures. On dit que la veille deux espions italiens auraient appris par des propos imprudents tenus en leur présence sur la place de l’Église qu’il y avait des résistants dans le village, cette thèse n'est pas crédible dans la mesure où l'Italie avait signé un cessez-le-feu dès le 8 septembre et que ses troupes très nombreuses en Corse combattaient les Allemands aux côtés des troupes françaises. On peut surtout penser que les Allemands excédés par les escarmouches du pont de Corsiglièse qui freinaient leur repli sur Bastia, voulurent punir un village. La thèse du bombardement par erreur est à écarter en raison de la précision de l’opération.
Ce qui suivit après 1946, fut caractérisé par une lutte constante entre les autorités locales et les Services Départementaux ou Nationaux pour conserver école, gendarmerie, justice de paix etc. Vers 1950, ce qui est le plus important à signaler est l’effort fait pour équiper le village ; grâce à des prêts et des subventions des réalisations édilitaires ont vu le jour et permettent aux habitants d’avoir le confort moderne ; ce qui n’était pas le cas dans le passé.
- 1973 - Avec la fusion du canton avec ceux de San-Lorenzo et de Sermano, Piedicorte qui avait été jusque là chef-lieu de canton -ceci expliquant les équipements (gendarmerie...), bascule dans le nouveau canton de Bustanico - Chef-lieu Sermano.
- 1975 - L'île est à nouveau scindée en deux départements : Haute-Corse dans lequel se situe Piedicorte-di-Gaggio, et Corse-du-Sud.

## Toponymie
Le nom corse de la commune est Pedicorti /peðiˈgɔrti/. Ses habitants sont les Pedicurtacci.

## Politique et administration

### Liste des maires
| Période                                  | Période   | Identité           | Étiquette | Qualité                   |
| ---------------------------------------- | --------- | ------------------ | --------- | ------------------------- |
| mars 2001                                | mars 2014 | François Corazzini |           |                           |
| mars 2014                                | en cours  | Victor Antonetti   | PS        | Ancien proviseur de lycée |
| Les données manquantes sont à compléter. |           |                    |           |                           |

## Population et société

### Démographie
L'évolution du nombre d'habitants est connue à travers les recensements de la population effectués dans la commune depuis 1800. Pour les communes de moins de 10 000 habitants, une enquête de recensement portant sur toute la population est réalisée tous les cinq ans, les populations de référence des années intermédiaires étant quant à elles estimées par interpolation ou extrapolation. Pour la commune, le premier recensement exhaustif entrant dans le cadre du nouveau dispositif a été réalisé en 2007.

En 2022, la commune comptait 109 habitants, en évolution de +10,1 % par rapport à 2016 (Haute-Corse : +5,15 %, France hors Mayotte : +2,11 %).
| 1800 | 1806 | 1821 | 1831 | 1836 | 1841 | 1846 | 1851 | 1856 |
| ---- | ---- | ---- | ---- | ---- | ---- | ---- | ---- | ---- |
| 550  | 578  | 574  | 702  | 732  | 835  | 893  | 969  | 930  |

| 1861 | 1866 | 1872 | 1876 | 1881 | 1886 | 1891  | 1896 | 1901 |
| ---- | ---- | ---- | ---- | ---- | ---- | ----- | ---- | ---- |
| 945  | 976  | 935  | 869  | 857  | 938  | 1 023 | 837  | 865  |

| 1906 | 1911 | 1921 | 1926 | 1931 | 1936 | 1946 | 1954 | 1962 |
| ---- | ---- | ---- | ---- | ---- | ---- | ---- | ---- | ---- |
| 792  | 775  | 637  | 642  | 666  | 528  | 436  | 441  | 204  |

| 1968 | 1975 | 1982 | 1990 | 1999 | 2006 | 2007 | 2012 | 2017 |
| ---- | ---- | ---- | ---- | ---- | ---- | ---- | ---- | ---- |
| 194  | 182  | 135  | 129  | 127  | 120  | 119  | 103  | 97   |

| 2022 | - | - | - | - | - | - | - | - |
| ---- | - | - | - | - | - | - | - | - |
| 109  | - | - | - | - | - | - | - | - |

Le village a connu, comme la plupart des villages une explosion démographique au XIXe siècle. Piedicorte comptait alors plus de 1 000 habitants avant une progressive désertification rurale. Hélas, aujourd’hui, on ne compte qu’environ 130 habitants ; le village n’en reste pas moins très vivant à la saison estivale et voit sa population quadrupler durant cette période.

### Manifestations culturelles et festivités
- Fête communale le 15 août. Deux grands bals les 14 et 15 août considérés comme les plus importants du canton.
- Fête patronale le 20 janvier.

## Culture locale et patrimoine

### Lieux et monuments

#### Église paroissiale Notre-Dame-de-l'Assomption

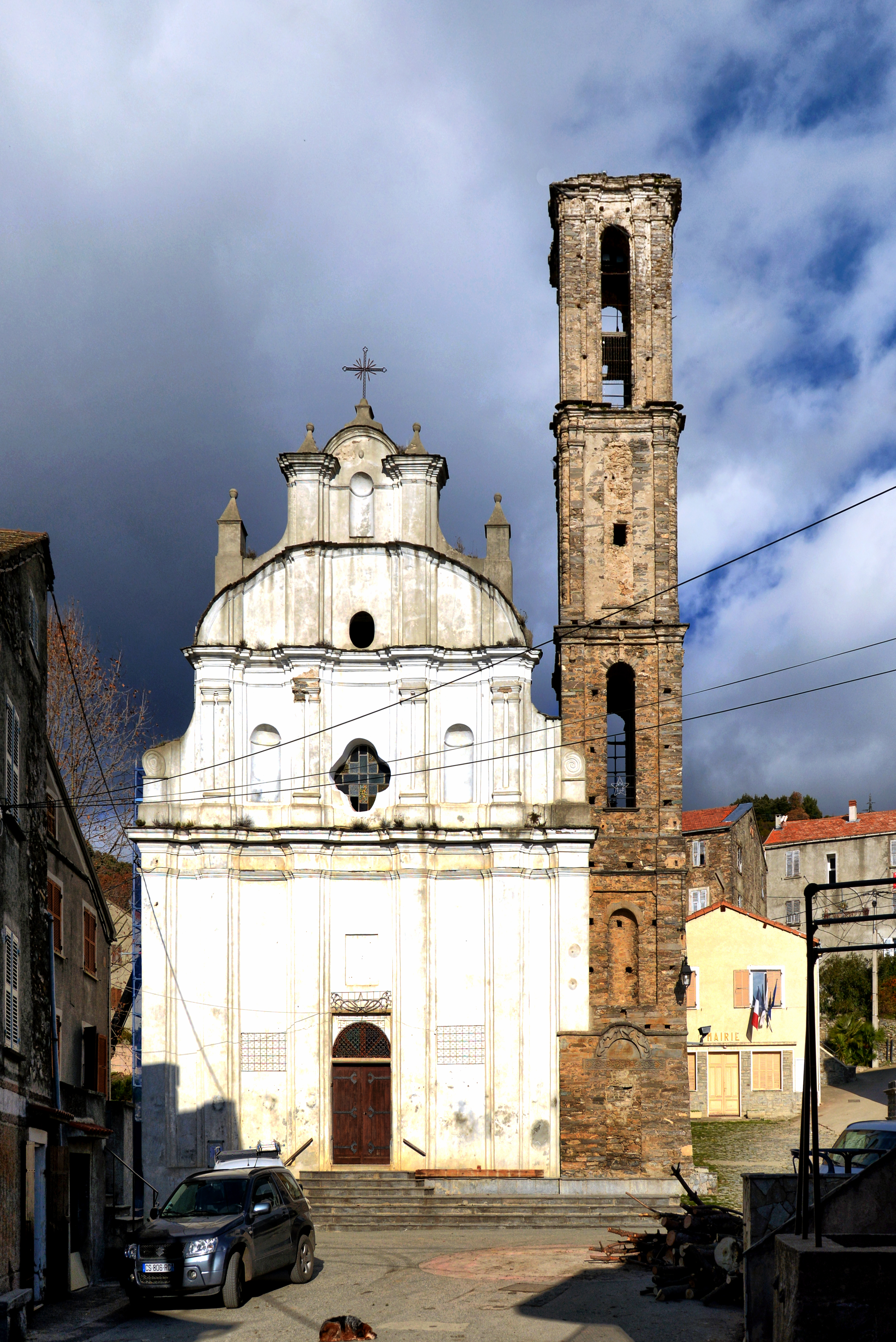
Église Notre-Dame-de-l'Assomption.

L'église paroissiale Notre-Dame-de-l'Assomption est un édifice du XIXe siècle. Elle présente une façade principale baroque, avec, accolé, un magnifique clocher à quatre étages aux murs en pierres apparentes, construit en 1821, comme gravé sur le tympan depuis emmuré, avec le réemploi de matériaux romans (masques humains, linteau décoré). L'intérieur est composé de part et d'autre de la nef centrale, de sept autels ornés de toiles anciennes dont une Descente de Croix, une statue en bois de saint Antoine, ainsi que de la momie de saint Clément.

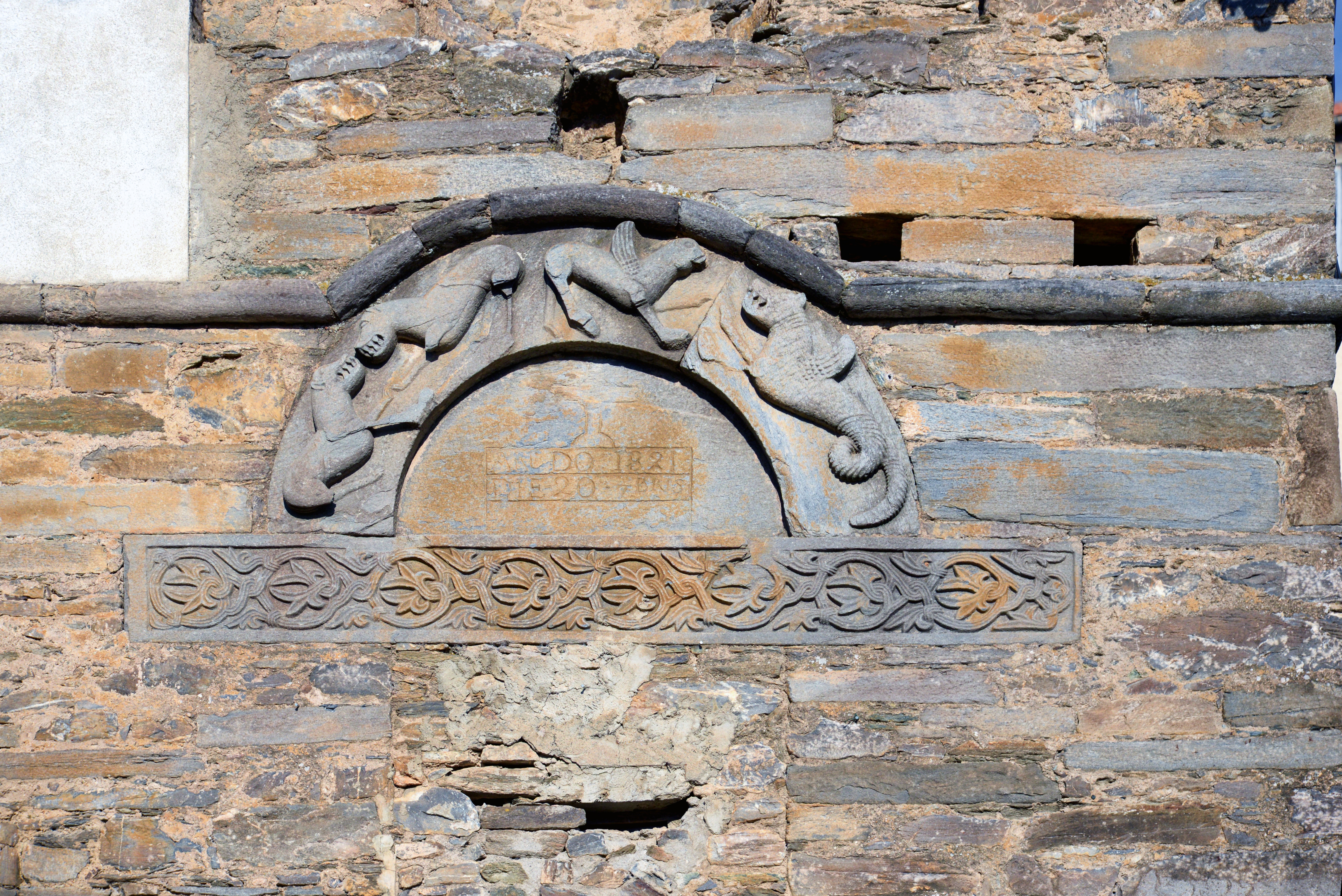
Clocher classé de l'église.

L'église est classée Monument historique pour son clocher.

### Patrimoine culturel
En plus des  édifices religieux précités, plusieurs ouvrages et monuments sont là pour rappeler l'Histoire du village :
- Monument aux morts, situé en bordure de la route D 14 au centre du village ;
- Pont Laricio à trois arches sur le Tavignano, au lieu-dit Pont de Piedicorte.

### Patrimoine naturel

#### ZNIEFF
La commune est concernée par deux zones naturelles d'intérêt écologique, faunistique et floristique de 2e génération :
Basse vallée du Tavignano
Dix communes se partagent cette zone d'une superficie de 1 057 ha qui s’étale le long du fleuve, depuis Aléria jusqu’au pont de Noceta. « La basse vallée du Tavignano est le seul endroit de Corse où l'Alose feinte se reproduit actuellement ; le fleuve abrite en outre la blennie fluviatile et de nombreux invertébrés macrobenthiques déterminants ».
Châtaigneraies et bois des versants sud et ouest du massif du San Petrone
Cette ZNIEFF 940004202 (2e génération) concerne les formations boisées de 23 communes de la Castagniccia occidentale et du Bozio. La couverture forestière de ce secteur est moins homogène et morcelée en différentes unités. Les châtaigneraies moins omniprésentes qu'en petite Castagniccia, constituent néanmoins un élément marquant dans le paysage. Les peuplements forestiers sont composés également de chênes verts, de chênes blancs, d'aulnes cordés, et de boisements épars de résineux.

#### Natura 2000
Site d'Intérêt Communautaire (Dir. Habitat)
Basse vallée du Tavignano
La Basse vallée du Tavignano abrite un SIC de la directive "Habitats, faune, flore", d'une superficie de 770 ha concernant sept communes : Aléria, Altiani, Antisanti, Erbajolo, Focicchia, Giuncaggio, Noceta, Piedicorte-di-Gaggio et Venaco. L'importance du site réside dans le fait qu'il est le seul endroit de Corse où l'Alose feinte se reproduit actuellement. S'y trouve également la  plus grosse colonie de Corse de murins à oreilles échancrées (Myotis emarginatus (E. Geoffroy, 1806)) (annexe II) et plusieurs colonies importantes de Petits Rhinolophes. Le SIC est inscrit à l'Inventaire national du patrimoine naturel sous la fiche FR9400602 - Basse vallée du Tavignano.

### Personnalités liées à la commune
- Ange-Félix Corazzini, engagé volontaire au régiment d’artillerie de Bizerte, devenu brigadier, maréchal des logis puis adjudant en 1914, il est blessé une première fois à la cote 310 à Verdun, prend part à la Seconde bataille de la Marne et sera gravement blessé à Ribécourt. Il a été maire de Piedicorte-di-Gaggio de 1925 à 1965. Pendant la guerre 1939-1940 il fut dans la Résistance chef-adjoint cantonal du groupe « Combat » . Il fut décoré commandeur de la Légion d’honneur.

### Héraldique
| Blason de Piedicorte-di-Gaggio | Blason  | Tranché : au 1er d'azur à la rose des jardins, tigée et feuillée d'argent, posée en bande, au 2e de gueules à la feuille de chêne d'or posée en bande, au franc-canton d'argent chargé d'une tête de Maure de sable tortillée du champ, brochant sur la partition. |
| Blason de Piedicorte-di-Gaggio | Détails | Le statut officiel du blason reste à déterminer. |

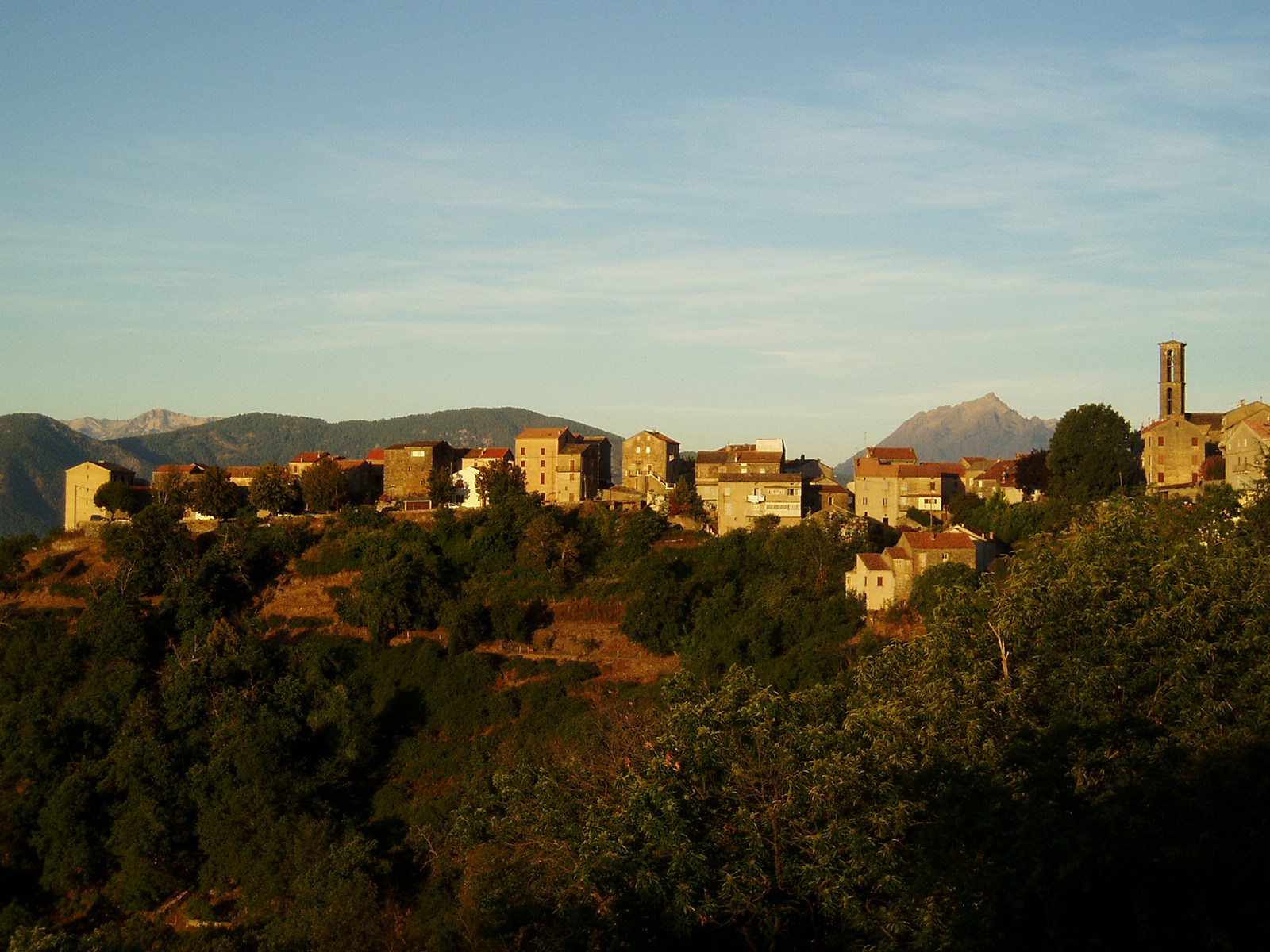
Vue du village avec au fond le Monte Renoso et le Monte d'Oro.
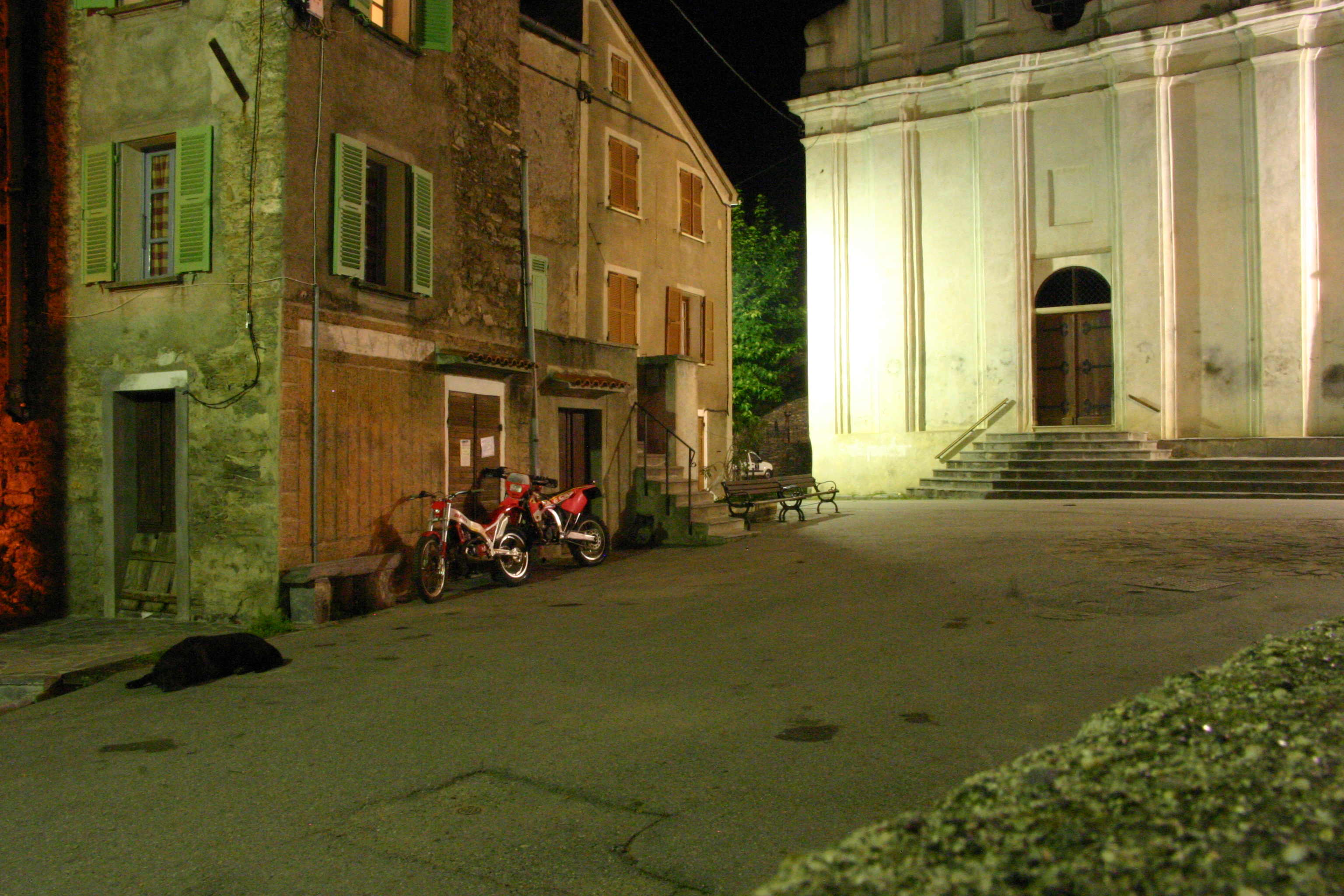
Parvis de l'église.
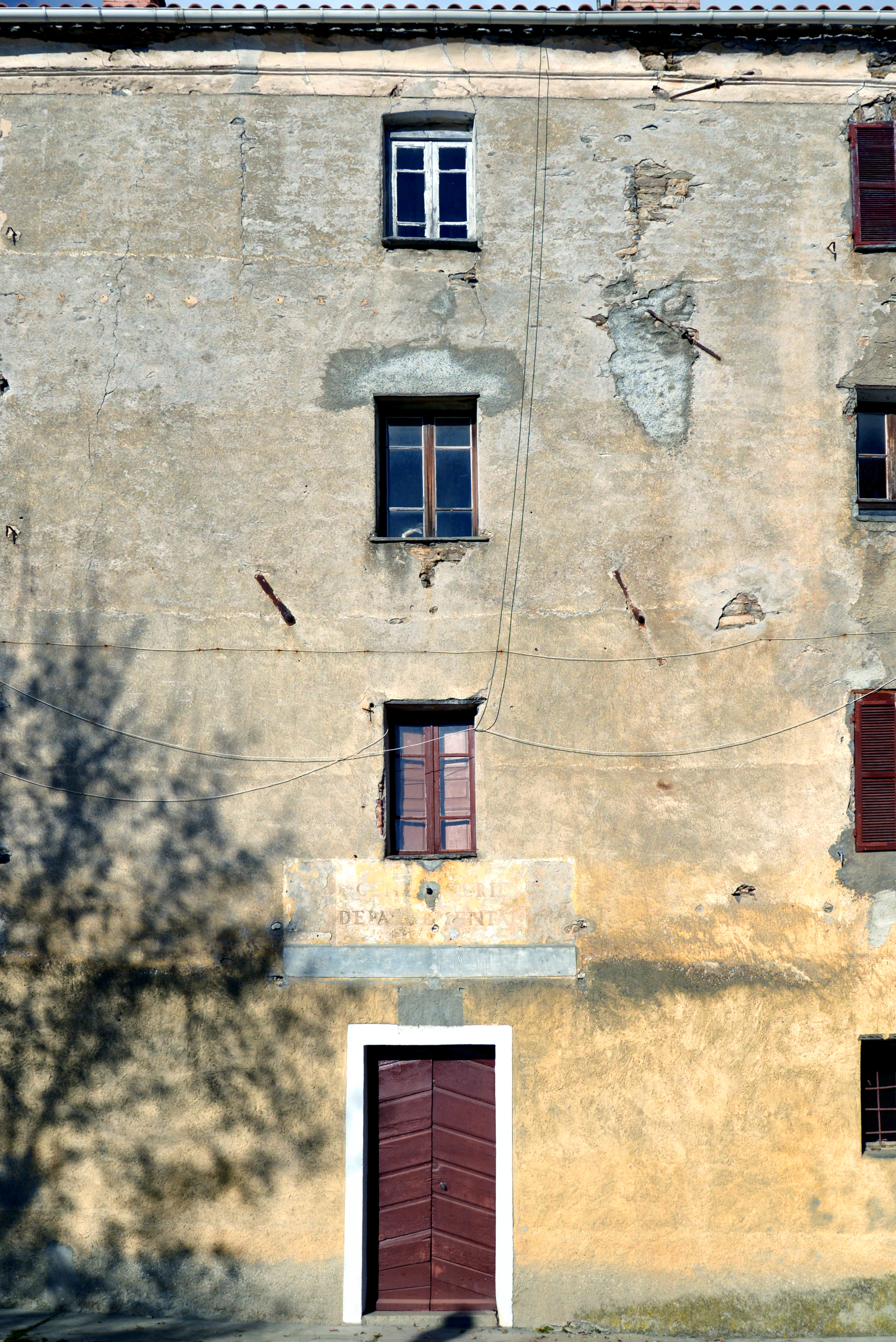
Ancienne gendarmerie départementale.